# ایلینتسی
شهر ایلینتسی (به اوکراینی: Іллінці) در استان وینیتسیا در کشور اوکراین واقع شده‌است. جمعیت این شهر ۱۱٬۱۸۶ نفر  است.